# Jerzy Lanzendoerfer
Jerzy Lanzendoerfer (ur. 23 grudnia 1922 w Łodzi, zm. 23 marca 1993) – polski specjalista w dziedzinie dynamiki pojazdów, profesor Politechniki Łódzkiej.

## Życiorys
Po ukończeniu studiów w 1952 roku na Wydziale Mechanicznym Politechniki Łódzkiej rozpoczął pracę w Katedrze Budowy Samochodów, która od 1970 roku weszła w skład Instytutu Pojazdów. W 1960 roku uzyskał stopień naukowy doktora, w 1968 roku stopień doktora habilitowanego, w 1974 roku tytuł profesora nadzwyczajnego, a w 1989 roku tytuł profesora zwyczajnego. Wypromował 8 doktorów. Pełnił szereg funkcji: w latach 1970–1976 stanowisko zastępcy dyrektora Instytutu Pojazdów, w latach 1976–1983 dyrektora tegoż instytutu, w latach 1969–1971 prodziekana, a następnie do 1975 roku dziekana Wydziału Mechanicznego.
Był autorem i współautorem kilku książek, ponad 30 artykułów naukowych i 50 referatów. Był także autorem wielu oryginalnych rozwiązań konstrukcyjnych m.in. hybrydowego układu napędowego czy urządzenia przeciwblokującego do hamulców samochodów osobowych. Jako uznany autorytet w zakresie teorii, konstrukcji i badań samochodów był powołany do licznych gremiów naukowych, takich jak Komitet Transportu PAN, Rady Naukowe Przemysłowego Instytutu Motoryzacji, Instytutu Transportu Samochodowego i Instytutu Techniki Pancernej i Samochodowej, którym przewodniczył. Był także przez wiele lat członkiem, a następnie wiceprzewodniczącym Rady Głównej Nauki i Szkolnictwa Wyższego.
Był mężem Jadwigi (1925–2013), dr. nauk medycznych.
Spoczywa z żoną na cmentarzu ewangelicko-augsburskim w Łodzi (sektor 5_Z-1-18).

## Ordery i odznaczenia
- Krzyż Oficerski Orderu Odrodzenia Polski
- Krzyż Armii Krajowej
- Medal 10-lecia Polski Ludowej (15 stycznia 1955)[4]

## Upamiętnienie
Od 1995 przyznawana jest Nagroda im. prof. Jerzego Lanzendoerfera (ufundowana przez żonę Profesora) - dla najlepszych studentów IV roku, głównie w ramach specjalności prowadzonych przez Katedrę Pojazdów PŁ.